# Диляна Грозданова
Диляна Грозданова е българска журналистка, политик от НДСВ и ССД, народен представител в XXXIX НС.

## Биография
Диляна Грозданова е родена на 4 ноември 1957 г. в София, България. По майчина линия е внучка на революционера от ВМРО Панчо Тошев и правнучка на Дончо Щипянчето.
Завършва специалност „Журналистика“ в Софийския университет „Климент Охридски“.
Работи като репортерка в БНР и БНТ, водеща на предаването „Отзвук“ в БНТ, имиджмейкър на Стефан Софиянски (1999), член-учредител на партията на Стефан Софиянски – ССД, депутат от НДСВ в XXXIX НС. През януари 2005 г. напуска парламента, а непосредствено преди началото на предизборната кампания – напуска и ССД и се отказва от политическа дейност. Става изпълнителен директор и водеща на седмичното предаване „Отзвук“ по TV7, чийто собственик е съпругът ѝ Любомир Павлов. В края на 2011 година става президент на издателския борд на „Вестникарска група България“, който тогава притежава вестниците „Труд“ и „24 часа“.
Умира на 22 април 2025 г. на 67-годишна възраст в София от здравословни усложнения, след като няколко години преди това е диагностицирана с множествена склероза.